# Mustelidae
Los mustélidos (Mustelidae, del latín mustela, comadreja) son una familia de mamíferos del orden Carnivora tanto terrestres como acuáticos entre los que se encuentran las comadrejas, armiños, tejones, nutrias, grisones y carcayúes. Habitan todos los continentes excepto Oceanía, y la mayoría son de dieta carnívora o son carroñeros.

## Variedad

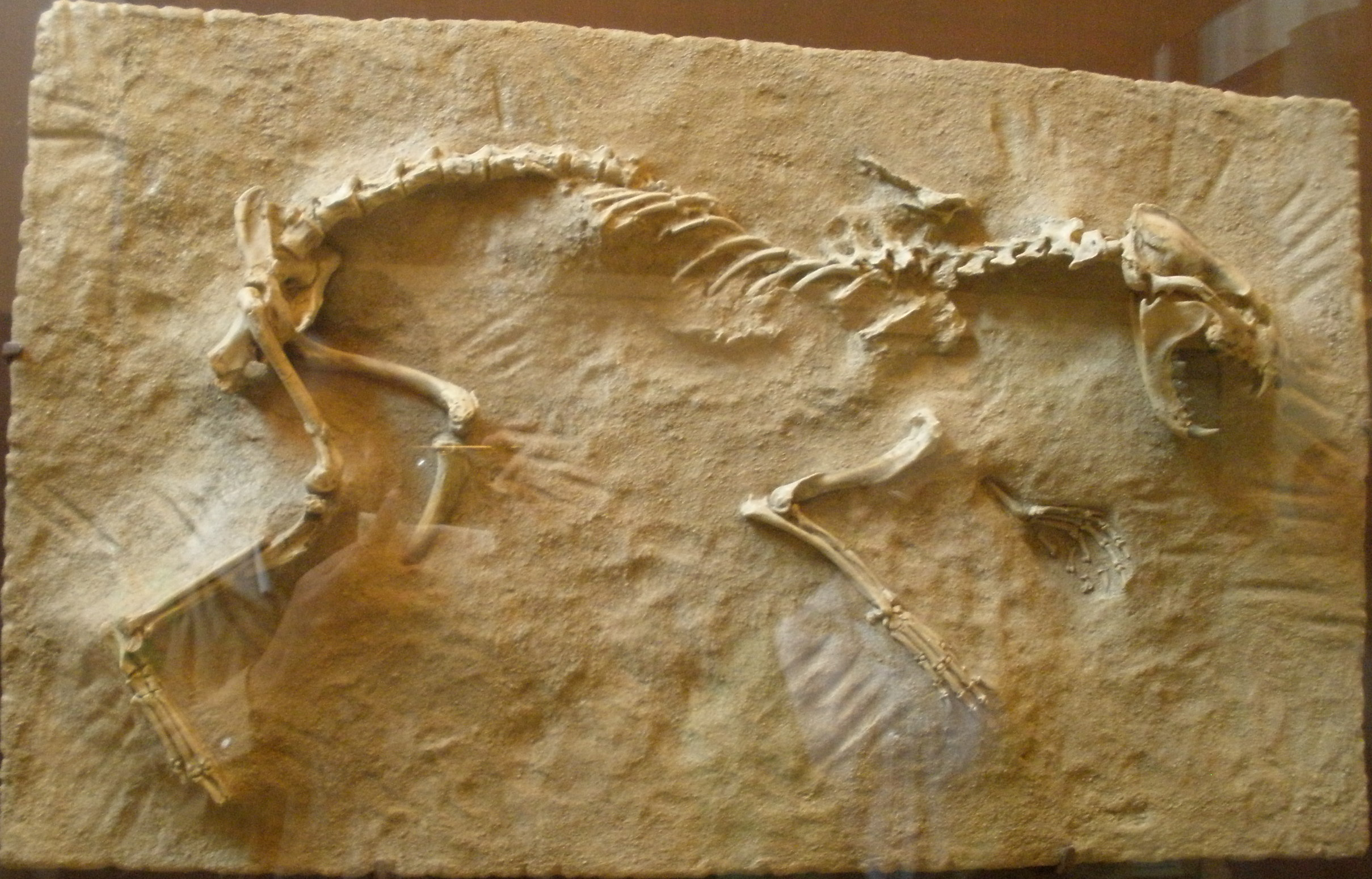
Sthenictis sp. (American Museum of Natural History)

Los mustélidos varían mucho en tamaño y comportamiento. Las variantes más pequeñas de la comadreja menor pueden medir menos de 20 cm, mientras que la nutria gigante de la selva amazónica sudamericana puede medir hasta 1,7 m y las nutrias marina pueden superar los 45 Kg de peso.  Los glotones pueden aplastar huesos tan gruesos como el fémur de un alce para llegar a la médula, y se les ha visto intentando alejar a los osos de sus presas. La nutria marina utiliza las rocas para abrir los moluscos y comérselos. Las martas son en su mayoría arborícolas, mientras que los tejones europeos excavan extensas redes de túneles, llamadas asentamientos. Sólo un mustélido ha sido domesticado: el hurón. Los tayras también se tienen como animales de compañía (aunque en el Reino Unido necesitan una Ley Licencia de Animales Salvajes Peligrosos), o como animales de trabajo para la caza o el control de alimañas. Otros han sido importantes en el comercio de pieles -el visón se cría a menudo por su piel-.
Siendo una de las familias más ricas en especies del orden Carnivora, la familia Mustelidae es también una de las más antiguas. Las formas parecidas a los mustélidos aparecieron por primera vez hace unos 40 millones de años (Mya), coincidiendo aproximadamente con la aparición de los roedores. El ancestro común de los mustélidos modernos apareció hace unos 18 Mya.

## Características

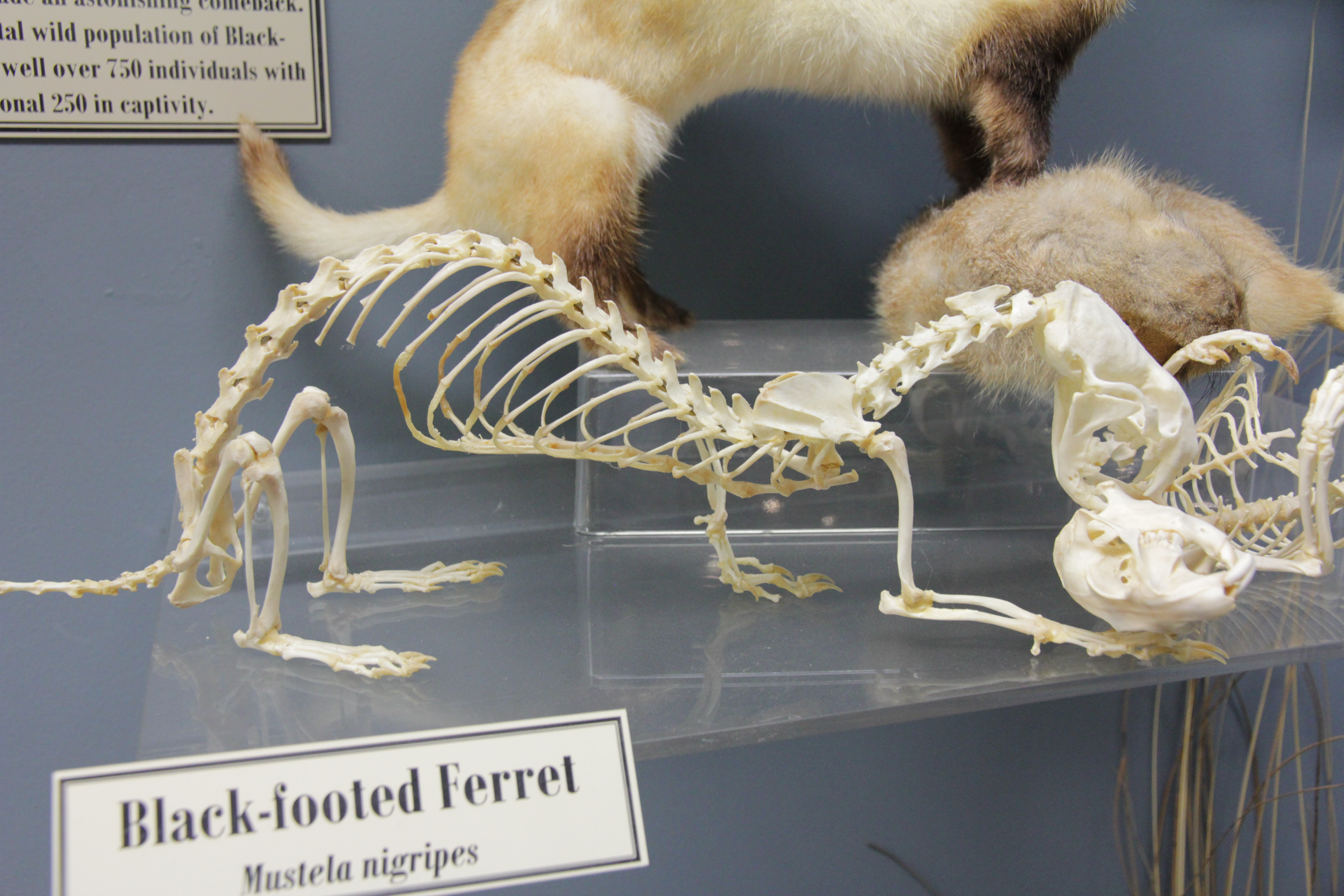
Esqueleto de un hurón de patas negras (Mustela nigripes) expuesto en el Museo de Osteología

Dentro de una amplia gama de variaciones, los mustélidos presentan algunas características comunes. Suelen ser animales pequeños con cuerpos alargados, patas cortas, cráneos cortos, orejas cortas y redondas y pelaje grueso. La mayoría de los mustélidos son animales solitarios, nocturnos y activos durante todo el año.
Con la excepción de la nutria de mar  tienen glándulas de olor anales que producen una secreción de olor fuerte que los animales utilizan para señalización sexual y marcar territorio.

### Reproducción
La mayor parte de la reproducción de los mustélidos implica diapausa embrionaria. El embrión no se implanta inmediatamente en el útero, sino que permanece latente durante algún tiempo. No se produce ningún desarrollo mientras el embrión permanece sin adherirse al revestimiento uterino. Como resultado, el periodo normal de gestación se alarga, a veces hasta un año. Esto permite que las crías nazcan en condiciones ambientales favorables. La reproducción tiene un gran coste energético, por lo que a la hembra le beneficia disponer de alimentos y un clima benigno. Las crías tienen más probabilidades de sobrevivir si el nacimiento se produce después de que las crías anteriores hayan sido destetadas.
Los mustélidos son predominantemente carnívoros, aunque algunos comen a veces materia vegetal. Aunque no todos los mustélidos comparten una dentición idéntica, todos poseen dientes adaptados para comer carne, incluyendo la presencia de muelas carniceras cortantes. Un rasgo característico es un molar superior trasero de corte de carne que se gira 90 °, hacia el interior de la boca. Con variación entre especies, la fórmula dental más común es {\displaystyle {\tfrac {3.1.3.1}{3.1.3.2}}}.

## Ecología

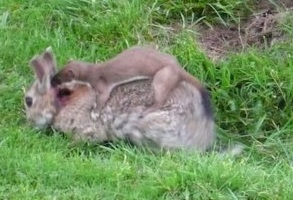
Mustela erminea matando a un conejo

El pescador, la tayra y la garduña son parcialmente arborícolas, mientras que los tejones son fosoriales. Una serie de mustélidos tienen estilos de vida acuáticos, que van desde visones semiacuáticos  y  nutria de río al completamente acuática nutria de mar, que es uno de los pocos mamíferos no primates conocidos por usar herramientas mientras busca comida. Utiliza piedras «yunque» para abrir los moluscos que constituyen una parte importante de su dieta. Es una «especie clave», que mantiene en equilibrio las poblaciones de sus presas para que unas no superen a las otras y destruyan el kelp en el que viven.
El hurón de patas negras depende totalmente de otra especie clave, el perrito de las praderas. Una familia de cuatro hurones come 250 perritos de las praderas en un año; esto requiere una población estable de perritos de las praderas de un área de unos 500 acre (2 km²).

## Clasificación
Según Mammal Species of the World la familia está conformada por dos subfamilias con sus veintidós géneros y 57 especies vivas:
- Subfamilia Lutrinae
  - Género Aonyx
  - Género Enhydra
  - Género Hydrictis
  - Género Lontra
  - Género Lutra
  - Género Lutrogale
  - Género Pteronura
- Subfamilia Mustelinae
  - Género Arctonyx
  - Género Eira
  - Género Galictis
  - Género Gulo
  - Género Ictonyx
  - Género Lyncodon
  - Género Martes
  - Género Meles
  - Género Mellivora
  - Género Melogale
  - Género Mustela
  - Género Neovison
  - Género Poecilogale
  - Género Taxidea
  - Género Vormela

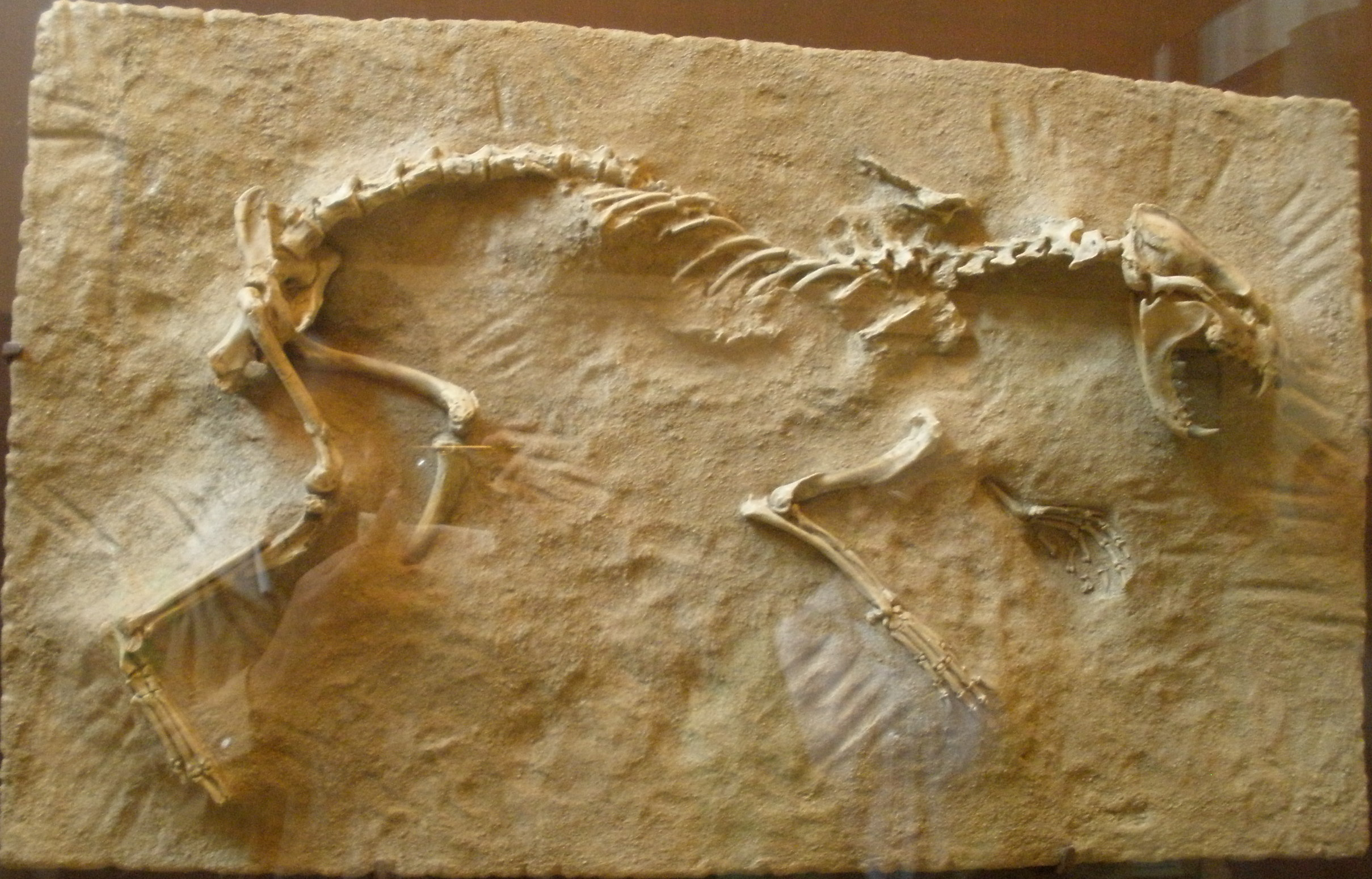
Sthenictis sp. (Museo Americano de Historia Natural).

Además, se conocen los siguientes géneros fósiles:
- Acheronictis[10] †
- Adroverictis †
- Aelurocyon †
- Algarolutra †
- Amphicticeps †
- Anatolictis †
- Arikarictis[10]
- Arctomeles †
- Baranogale †
- Bathygale †
- Beckia †
- Brachypsalis † (subfamilia Oligobuninae)
- Canimartes †
- Cernictis †
- Chamitataxus[11] †
- Circamustela †
- Craterogale † (subfamilia Leptarctinae)
- Cyrnaonyx †
- Cyrnolutra[12] †
- Dehmictis †
- Dinogale †
- Ekorus †
- Enhydrictis †
- Enhydriodon[13] †
- Enhydritherium †
- Eomellivora †
- Ferinestrix[14] †
- Floridictis[15] † (subfamilia Oligobuninae)
- Franconictis †
- Hadrictis †
- Hoplictis †
- Iberictis †
- Ischyrictis †
- Lartetictis †
- Leptarctus † (subfamilia Leptarctinae)
- Limnonyx †
- Luogale †
- Lutravus †
- Kenyalutra †
- Kinometaxia[16] †
- Megalenhydris †
- Megalictis † (subfamilia Oligobuninae)
- Mellalictis †
- Melodon †
- Miomustela †
- Mionictis †
- Oligobunis[17] † (subfamilia Oligobuninae)
- Oriensictis[18] †
- Oxyvormela †
- Palaeomeles †
- Paludolutra †
- Pannonictis †
- Parabrachypsalis[15] † (subfamilia Oligobuninae)
- Paragale †
- Paralutra †
- Paramartes †
- Parataxidea †
- Paroligobunis †
- Perunium †
- Plesictis †
- Plesiogale †
- Plesiogulo †
- Plionictis †
- Pliotaxidea †
- Polgardia †
- Potamotherium † (actualmente Semantoridae)
- Promartes † (subfamilia Oligobuninae)
- Promeles †
- Promellivora †
- Proputorius †
- Sabadellictis †
- Sardolutra †
- Satherium †
- Siamogale †
- Sivalictis †
- Sivaonyx †
- Semantor †
- Sinictis †
- Sminthosinus †
- Sthenictis †
- Stipanicicia †
- Stromeriella †
- Taxodon †
- Tisisthenes †
- Torolutra †
- Trigonictis †
- Trocharion[19] †  (subfamilia Leptarctinae)
- Trochictis †
- Trochotherium †
- Tyrrhenolutra †
- Vishnuonyx †
- Zodiolestes † (subfamilia Oligobuninae)

Anteriormente la familia Mephitidae era considerada una subfamilia (Mephitinae) de los mustélidos, hasta que un estudio del ADN, los elevó a rango de familia.

### Filogenia
Cladograma de las subfamilias de mustélidos según Koepfli y colaboradores de 2008:
|  | \| \| Lutrinae \| \| \| \| \| \| Mustelinae \| \| \| \| |
|  |                                                         |
|  | Galictinae                                              |
|  |                                                         |
|  | Lutrinae                                                |
|  |                                                         |
|  | Mustelinae                                              |
|  |                                                         |

|  | Lutrinae   |
|  |            |
|  | Mustelinae |
|  |            |

|  | \| \| Lutrinae \| \| \| \| \| \| Mustelinae \| \| \| \| |
|  |                                                         |
|  | Galictinae                                              |
|  |                                                         |
|  | Lutrinae                                                |
|  |                                                         |
|  | Mustelinae                                              |
|  |                                                         |

|  | Lutrinae   |
|  |            |
|  | Mustelinae |
|  |            |

|  | Martinae |
|  |          |
|  | Melinae  |
|  |          |

|  | \| \| Lutrinae \| \| \| \| \| \| Mustelinae \| \| \| \| |
|  |                                                         |
|  | Galictinae                                              |
|  |                                                         |
|  | Lutrinae                                                |
|  |                                                         |
|  | Mustelinae                                              |
|  |                                                         |

|  | Lutrinae   |
|  |            |
|  | Mustelinae |
|  |            |

|  | \| \| Lutrinae \| \| \| \| \| \| Mustelinae \| \| \| \| |
|  |                                                         |
|  | Galictinae                                              |
|  |                                                         |
|  | Lutrinae                                                |
|  |                                                         |
|  | Mustelinae                                              |
|  |                                                         |

|  | Lutrinae   |
|  |            |
|  | Mustelinae |
|  |            |

|  | Martinae |
|  |          |
|  | Melinae  |
|  |          |

|  | \| \| Lutrinae \| \| \| \| \| \| Mustelinae \| \| \| \| |
|  |                                                         |
|  | Galictinae                                              |
|  |                                                         |
|  | Lutrinae                                                |
|  |                                                         |
|  | Mustelinae                                              |
|  |                                                         |

|  | Lutrinae   |
|  |            |
|  | Mustelinae |
|  |            |

|  | \| \| Lutrinae \| \| \| \| \| \| Mustelinae \| \| \| \| |
|  |                                                         |
|  | Galictinae                                              |
|  |                                                         |
|  | Lutrinae                                                |
|  |                                                         |
|  | Mustelinae                                              |
|  |                                                         |

|  | Lutrinae   |
|  |            |
|  | Mustelinae |
|  |            |

|  | Martinae |
|  |          |
|  | Melinae  |
|  |          |

|  | \| \| Lutrinae \| \| \| \| \| \| Mustelinae \| \| \| \| |
|  |                                                         |
|  | Galictinae                                              |
|  |                                                         |
|  | Lutrinae                                                |
|  |                                                         |
|  | Mustelinae                                              |
|  |                                                         |

|  | Lutrinae   |
|  |            |
|  | Mustelinae |
|  |            |

|  | \| \| Lutrinae \| \| \| \| \| \| Mustelinae \| \| \| \| |
|  |                                                         |
|  | Galictinae                                              |
|  |                                                         |
|  | Lutrinae                                                |
|  |                                                         |
|  | Mustelinae                                              |
|  |                                                         |

|  | Lutrinae   |
|  |            |
|  | Mustelinae |
|  |            |

|  | Martinae |
|  |          |
|  | Melinae  |
|  |          |

|  | \| \| Lutrinae \| \| \| \| \| \| Mustelinae \| \| \| \| |
|  |                                                         |
|  | Galictinae                                              |
|  |                                                         |
|  | Lutrinae                                                |
|  |                                                         |
|  | Mustelinae                                              |
|  |                                                         |

|  | Lutrinae   |
|  |            |
|  | Mustelinae |
|  |            |

|  | \| \| Lutrinae \| \| \| \| \| \| Mustelinae \| \| \| \| |
|  |                                                         |
|  | Galictinae                                              |
|  |                                                         |
|  | Lutrinae                                                |
|  |                                                         |
|  | Mustelinae                                              |
|  |                                                         |

|  | Lutrinae   |
|  |            |
|  | Mustelinae |
|  |            |

|  | Martinae |
|  |          |
|  | Melinae  |
|  |          |

|  | \| \| Lutrinae \| \| \| \| \| \| Mustelinae \| \| \| \| |
|  |                                                         |
|  | Galictinae                                              |
|  |                                                         |
|  | Lutrinae                                                |
|  |                                                         |
|  | Mustelinae                                              |
|  |                                                         |

|  | Lutrinae   |
|  |            |
|  | Mustelinae |
|  |            |

|  | \| \| Lutrinae \| \| \| \| \| \| Mustelinae \| \| \| \| |
|  |                                                         |
|  | Galictinae                                              |
|  |                                                         |
|  | Lutrinae                                                |
|  |                                                         |
|  | Mustelinae                                              |
|  |                                                         |

|  | Lutrinae   |
|  |            |
|  | Mustelinae |
|  |            |

|  | Martinae |
|  |          |
|  | Melinae  |
|  |          |

|  | \| \| Lutrinae \| \| \| \| \| \| Mustelinae \| \| \| \| |
|  |                                                         |
|  | Galictinae                                              |
|  |                                                         |
|  | Lutrinae                                                |
|  |                                                         |
|  | Mustelinae                                              |
|  |                                                         |

|  | Lutrinae   |
|  |            |
|  | Mustelinae |
|  |            |

|  | \| \| Lutrinae \| \| \| \| \| \| Mustelinae \| \| \| \| |
|  |                                                         |
|  | Galictinae                                              |
|  |                                                         |
|  | Lutrinae                                                |
|  |                                                         |
|  | Mustelinae                                              |
|  |                                                         |

|  | Lutrinae   |
|  |            |
|  | Mustelinae |
|  |            |

|  | Martinae |
|  |          |
|  | Melinae  |
|  |          |

|  | \| \| Lutrinae \| \| \| \| \| \| Mustelinae \| \| \| \| |
|  |                                                         |
|  | Galictinae                                              |
|  |                                                         |
|  | Lutrinae                                                |
|  |                                                         |
|  | Mustelinae                                              |
|  |                                                         |

|  | Lutrinae   |
|  |            |
|  | Mustelinae |
|  |            |

|  | \| \| Lutrinae \| \| \| \| \| \| Mustelinae \| \| \| \| |
|  |                                                         |
|  | Galictinae                                              |
|  |                                                         |
|  | Lutrinae                                                |
|  |                                                         |
|  | Mustelinae                                              |
|  |                                                         |

|  | Lutrinae   |
|  |            |
|  | Mustelinae |
|  |            |

|  | Martinae |
|  |          |
|  | Melinae  |
|  |          |

|  | \| \| Lutrinae \| \| \| \| \| \| Mustelinae \| \| \| \| |
|  |                                                         |
|  | Galictinae                                              |
|  |                                                         |
|  | Lutrinae                                                |
|  |                                                         |
|  | Mustelinae                                              |
|  |                                                         |

|  | Lutrinae   |
|  |            |
|  | Mustelinae |
|  |            |

|  | \| \| Lutrinae \| \| \| \| \| \| Mustelinae \| \| \| \| |
|  |                                                         |
|  | Galictinae                                              |
|  |                                                         |
|  | Lutrinae                                                |
|  |                                                         |
|  | Mustelinae                                              |
|  |                                                         |

|  | Lutrinae   |
|  |            |
|  | Mustelinae |
|  |            |

|  | Martinae |
|  |          |
|  | Melinae  |
|  |          |

|  | \| \| Lutrinae \| \| \| \| \| \| Mustelinae \| \| \| \| |
|  |                                                         |
|  | Galictinae                                              |
|  |                                                         |
|  | Lutrinae                                                |
|  |                                                         |
|  | Mustelinae                                              |
|  |                                                         |

|  | Lutrinae   |
|  |            |
|  | Mustelinae |
|  |            |

|  | \| \| Lutrinae \| \| \| \| \| \| Mustelinae \| \| \| \| |
|  |                                                         |
|  | Galictinae                                              |
|  |                                                         |
|  | Lutrinae                                                |
|  |                                                         |
|  | Mustelinae                                              |
|  |                                                         |

|  | Lutrinae   |
|  |            |
|  | Mustelinae |
|  |            |

|  | Martinae |
|  |          |
|  | Melinae  |
|  |          |

|  | \| \| Lutrinae \| \| \| \| \| \| Mustelinae \| \| \| \| |
|  |                                                         |
|  | Galictinae                                              |
|  |                                                         |
|  | Lutrinae                                                |
|  |                                                         |
|  | Mustelinae                                              |
|  |                                                         |

|  | Lutrinae   |
|  |            |
|  | Mustelinae |
|  |            |

|  | \| \| Lutrinae \| \| \| \| \| \| Mustelinae \| \| \| \| |
|  |                                                         |
|  | Galictinae                                              |
|  |                                                         |
|  | Lutrinae                                                |
|  |                                                         |
|  | Mustelinae                                              |
|  |                                                         |

|  | Lutrinae   |
|  |            |
|  | Mustelinae |
|  |            |

|  | Martinae |
|  |          |
|  | Melinae  |
|  |          |

|  | \| \| Lutrinae \| \| \| \| \| \| Mustelinae \| \| \| \| |
|  |                                                         |
|  | Galictinae                                              |
|  |                                                         |
|  | Lutrinae                                                |
|  |                                                         |
|  | Mustelinae                                              |
|  |                                                         |

|  | Lutrinae   |
|  |            |
|  | Mustelinae |
|  |            |

|  | \| \| Lutrinae \| \| \| \| \| \| Mustelinae \| \| \| \| |
|  |                                                         |
|  | Galictinae                                              |
|  |                                                         |
|  | Lutrinae                                                |
|  |                                                         |
|  | Mustelinae                                              |
|  |                                                         |

|  | Lutrinae   |
|  |            |
|  | Mustelinae |
|  |            |

|  | Martinae |
|  |          |
|  | Melinae  |
|  |          |

|  | \| \| Lutrinae \| \| \| \| \| \| Mustelinae \| \| \| \| |
|  |                                                         |
|  | Galictinae                                              |
|  |                                                         |
|  | Lutrinae                                                |
|  |                                                         |
|  | Mustelinae                                              |
|  |                                                         |

|  | Lutrinae   |
|  |            |
|  | Mustelinae |
|  |            |

|  | \| \| Lutrinae \| \| \| \| \| \| Mustelinae \| \| \| \| |
|  |                                                         |
|  | Galictinae                                              |
|  |                                                         |
|  | Lutrinae                                                |
|  |                                                         |
|  | Mustelinae                                              |
|  |                                                         |

|  | Lutrinae   |
|  |            |
|  | Mustelinae |
|  |            |

|  | Martinae |
|  |          |
|  | Melinae  |
|  |          |

|  | \| \| Lutrinae \| \| \| \| \| \| Mustelinae \| \| \| \| |
|  |                                                         |
|  | Galictinae                                              |
|  |                                                         |
|  | Lutrinae                                                |
|  |                                                         |
|  | Mustelinae                                              |
|  |                                                         |

|  | Lutrinae   |
|  |            |
|  | Mustelinae |
|  |            |

|  | \| \| Lutrinae \| \| \| \| \| \| Mustelinae \| \| \| \| |
|  |                                                         |
|  | Galictinae                                              |
|  |                                                         |
|  | Lutrinae                                                |
|  |                                                         |
|  | Mustelinae                                              |
|  |                                                         |

|  | Lutrinae   |
|  |            |
|  | Mustelinae |
|  |            |

|  | Martinae |
|  |          |
|  | Melinae  |
|  |          |

|  | \| \| Lutrinae \| \| \| \| \| \| Mustelinae \| \| \| \| |
|  |                                                         |
|  | Galictinae                                              |
|  |                                                         |
|  | Lutrinae                                                |
|  |                                                         |
|  | Mustelinae                                              |
|  |                                                         |

|  | Lutrinae   |
|  |            |
|  | Mustelinae |
|  |            |

|  | \| \| Lutrinae \| \| \| \| \| \| Mustelinae \| \| \| \| |
|  |                                                         |
|  | Galictinae                                              |
|  |                                                         |
|  | Lutrinae                                                |
|  |                                                         |
|  | Mustelinae                                              |
|  |                                                         |

|  | Lutrinae   |
|  |            |
|  | Mustelinae |
|  |            |

|  | Martinae |
|  |          |
|  | Melinae  |
|  |          |

|  | \| \| Lutrinae \| \| \| \| \| \| Mustelinae \| \| \| \| |
|  |                                                         |
|  | Galictinae                                              |
|  |                                                         |
|  | Lutrinae                                                |
|  |                                                         |
|  | Mustelinae                                              |
|  |                                                         |

|  | Lutrinae   |
|  |            |
|  | Mustelinae |
|  |            |

|  | \| \| Lutrinae \| \| \| \| \| \| Mustelinae \| \| \| \| |
|  |                                                         |
|  | Galictinae                                              |
|  |                                                         |
|  | Lutrinae                                                |
|  |                                                         |
|  | Mustelinae                                              |
|  |                                                         |

|  | Lutrinae   |
|  |            |
|  | Mustelinae |
|  |            |

|  | Martinae |
|  |          |
|  | Melinae  |
|  |          |

Así, la nueva clasificación según Koepfli y colaboradores (2008) y Law y colaboradores (2018):

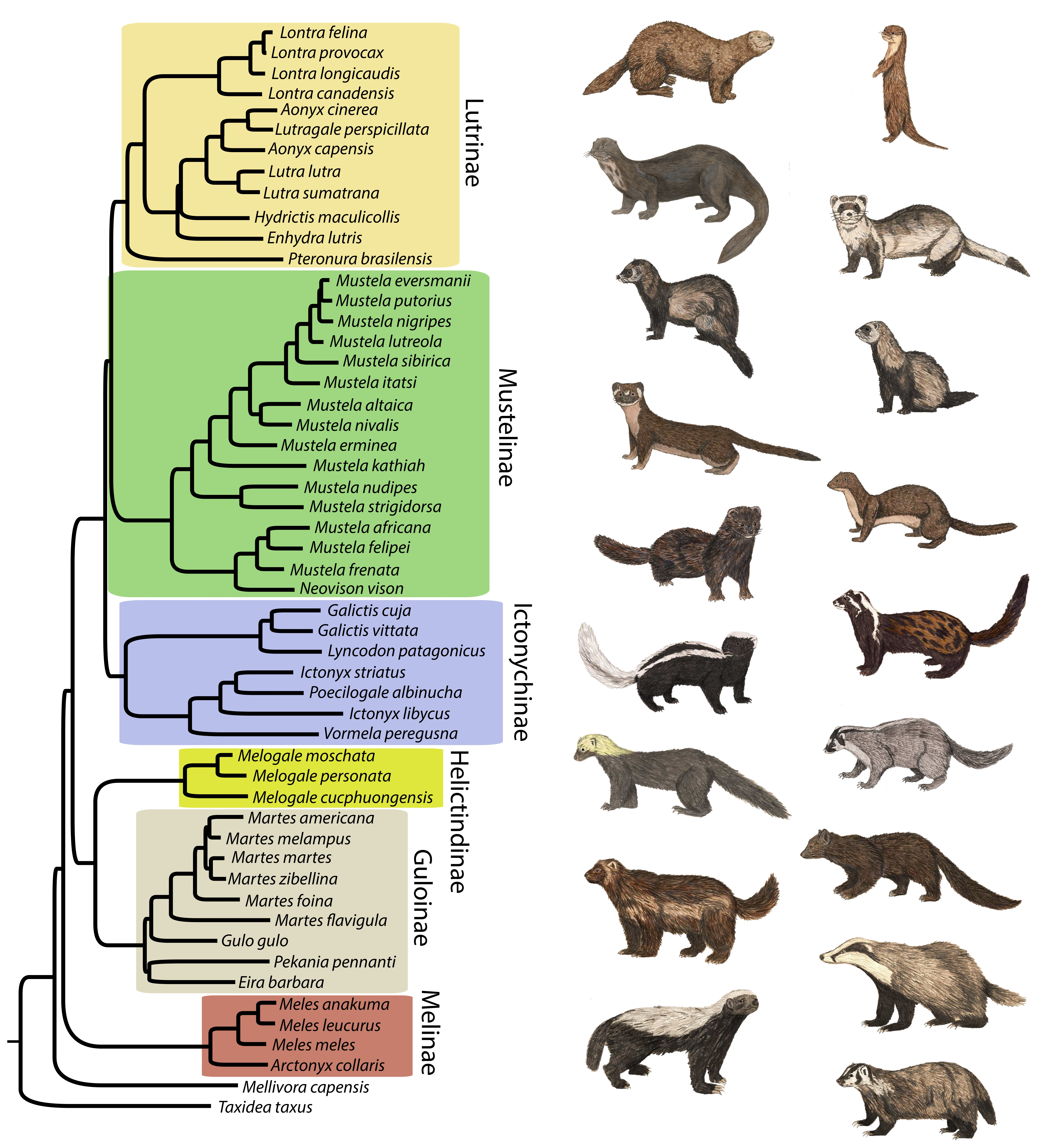
Árbol filogenético de Mustelidae. Contiene 53 de las 56 especies reconocidas de mustélidos.
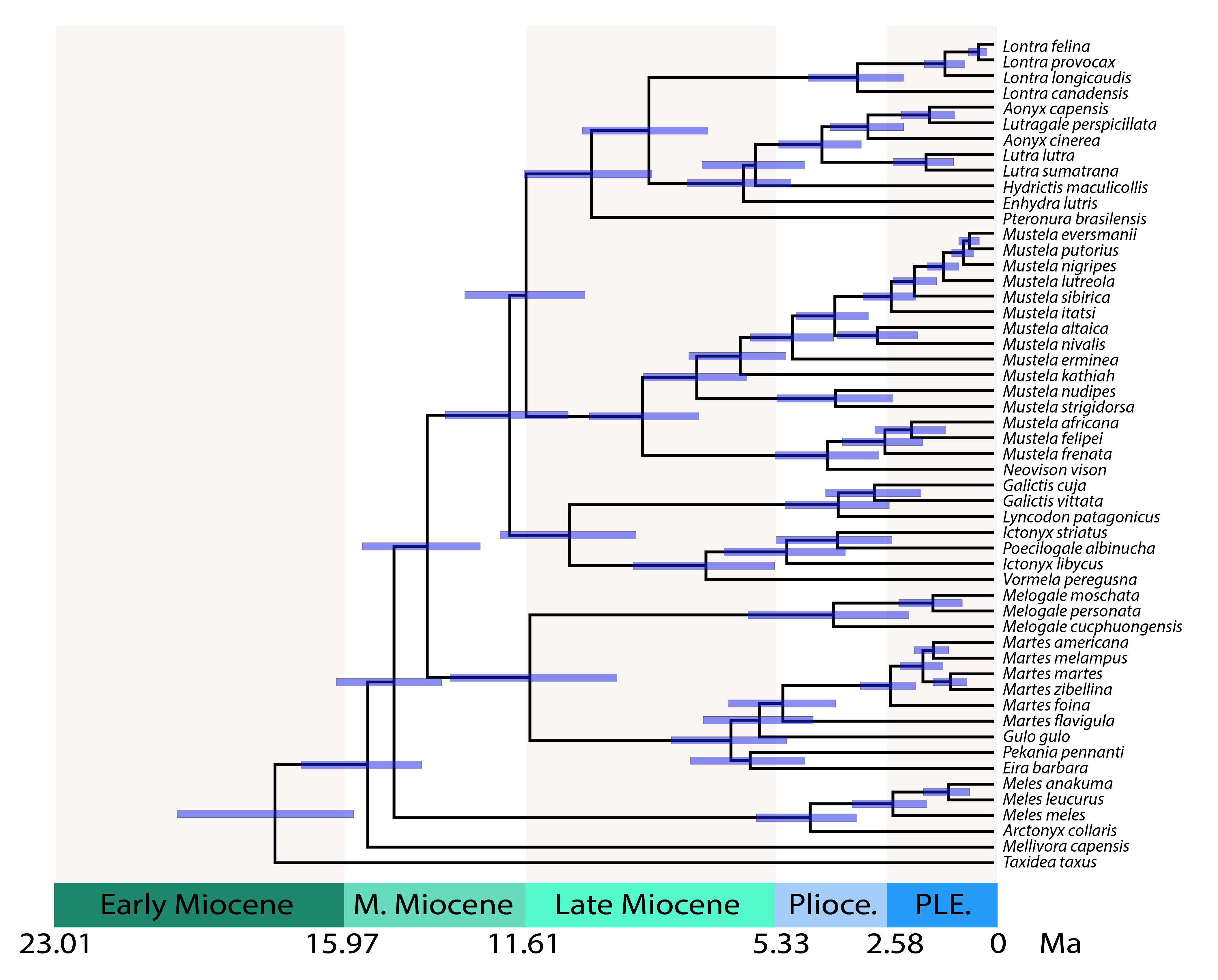
Árbol filogenético de Mustelidae con calibración temporal mostrando los tiempos de divergencia entre linajes. Distancias temporales: 28.8 millones de años (Ma) para mustélidos vs. prociónidos; 17.8 Ma para Taxidiinae; 15.5 Ma para Mellivorinae; 14.8 Ma para Melinae; 14.0 Ma para Guloninae + Helictidinae; 11.5 Ma para Guloninae vs. Helictidinae; 12.0 Ma para Ictonychinae; 11.6 Ma para Lutrinae vs. Mustelinae.

- Subfamilia Taxidiinae
  - Género Taxidea
- Subfamilia Mellivorinae
  - Género Mellivora
- Subfamilia Melinae
  - Género Arctonyx
  - Género Meles
- Subfamilia Helictidinae
  - Género Melogale
- Subfamilia Guloninae[22]
  - Género Eira
  - Género Gulo
  - Género Martes
  - Género Pekania
- Subfamilia Ictonychinae[22]
  - Género Galictis
  - Género Ictonyx
  - Género Lyncodon
  - Género Poecilogale
  - Género Vormela
- Subfamilia Lutrinae
  - Género Aonyx
  - Género Enhydra
  - Género Lontra
  - Género Lutra
  - Género Hydrictis
  - Género Lutrogale
  - Género Pteronura
- Subfamilia Mustelinae
  - Género Mustela
  - Género Neovison

- Árbol filogenético de Mustelidae. Contiene 53 de las 56 especies reconocidas de mustélidos.[1]
- Árbol filogenético de Mustelidae con calibración temporal mostrando los tiempos de divergencia entre linajes. Distancias temporales: 28.8 millones de años (Ma) para mustélidos vs. prociónidos; 17.8 Ma para Taxidiinae; 15.5 Ma para Mellivorinae; 14.8 Ma para Melinae; 14.0 Ma para Guloninae + Helictidinae; 11.5 Ma para Guloninae vs. Helictidinae; 12.0 Ma para Ictonychinae; 11.6 Ma para Lutrinae vs. Mustelinae.[1]